# Flavius Nevitta
Flavius Nevitta (? – 363 után) frank származású római katona, hadvezér a 4. század közepén. Iulianus császár seregének lovassági parancsnoka legalább 357-től, 362-ben consul.
Nevitta neve 357-ben fordul elő először a forrásokban (Ammianus Marcellinus), amikor Iulianus alemann-hadjáratának segítségeképp a Rhaetiát fosztogató törzseket győzte le Barbatio serege. Ezután Iulianusnál maradt Galliában.
Nevitta lett a 361-es polgárháborúban Iulianus egyik hadoszlopának vezetője, Rhaetián keresztül vonult II. Constantius ellen. Utóvéd feladatai voltak, hogy megakadályozza a fősereg hátbatámadását, illetve az illyricumi kikötőkben seregek partra szállítását. Ammianus Marcellinus ennél a szakasznál írja le Nevitta tulajdonságait, miszerint tapasztalatlan katona volt, rövid katonai pályafutással a háta mögött, ezen kívül kissé faragatlan és néha kegyetlen.
Iulianus császárrá emelése után, 361-ben kapta meg a magister equitum rangot, 362-ben Claudius Mamertinus consultársa. E minőségében tagja a Saturninius Secundus Salutius által vezetett chalcedoni bíróságnak 362 elején. 363-ban hadvezérként kísérte Iulianust a balvégzetű perzsa-hadjáratra. Iulianus halála után valószínűleg tagja volt a Salutiust, majd Iovianust császárnak választó hadvezéri tanácsnak (Victor, Dagalaif, Arintheus), majd eltűnik a forrásokból, sorsa ismeretlen.
| Elődei: Flavius Taurus és Flavius Florentius | Consul 362 collega: Claudius Mamertinus | Utódai: Iulianus augustus és Flavius Sallustius |